# Open de Moselle 2010 - Qualificazioni singolare
Le qualificazioni del singolare dell'Open de Moselle 2010 sono state un torneo di tennis preliminare per accedere alla fase finale della manifestazione. I vincitori dell'ultimo turno sono entrati di diritto nel tabellone principale. In caso di ritiro di uno o più giocatori aventi diritto a questi sono subentrati i lucky loser, ossia i giocatori che hanno perso nell'ultimo turno ma che avevano una classifica più alta rispetto agli altri partecipanti che avevano comunque perso nel turno finale.
Le qualificazioni del Open de Moselle 2010 prevedevano 25 partecipanti di cui 4 sono entrati nel tabellone principale.

## Teste di serie
1. Édouard Roger-Vasselin (Qualificato)
2. Federico Delbonis (ultimo turno)
3. Miša Zverev (Qualificato)
4. Nicolas Mahut (ultimo turno)

1. Igor Sijsling (Qualificato)
2. Marc Gicquel (ultimo turno)
3. Joseph Sirianni (secondo turno)
4. Thomas Fabbiano (Qualificato)

## Qualificati
1. Édouard Roger-Vasselin
2. Igor Sijsling

1. Miša Zverev
2. Thomas Fabbiano

## Tabellone

### Legenda
| - Q = Qualificato - WC = Wild card - LL = Lucky loser | - ALT = Alternate - SE = Special Exempt - PR = Protected Ranking | - w/o = Walkover - r = Ritirato - d = Squalificato |

### Sezione 1
|  | Primo turno      | Primo turno      | Primo turno     | Primo turno | Primo turno |  |  | Secondo turno | Secondo turno          | Secondo turno          | Secondo turno | Secondo turno |   |   | Ultimo turno | Ultimo turno           | Ultimo turno           | Ultimo turno | Ultimo turno |  |
|  |                  |                  |                 |             |             |  |  |               |                        |                        |               |               |   |   |              |                        |                        |              |              |  |
|  |                  |                  |                 |             |             |  |  |               |                        |                        |               |               |   |   |              |                        |                        |              |              |  |
|  |                  |                  |                 |             |             |  |  | 1             | Édouard Roger-Vasselin | Édouard Roger-Vasselin | 6             | 6             |   |   |              |                        |                        |              |              |  |
|  | Márton Fucsovics | Márton Fucsovics | 3               | 6           | 6           |  |  |               | Márton Fucsovics       | Márton Fucsovics       | 2             | 3             |   |   |              |                        |                        |              |              |  |
|  | Nicolas Renavand | Nicolas Renavand | 6               | 2           | 3           |  |  |               |                        |                        |               |               |   |   | 1            | Édouard Roger-Vasselin | Édouard Roger-Vasselin | 7            | 6            |  |
|  | Denis Macukevič  | Denis Macukevič  | Denis Macukevič | 6           | 6           |  |  |               |                        | 6                      | Marc Gicquel  | Marc Gicquel  | 5 | 3 |              |                        |                        |              |              |  |
|  | Eric Butorac     | Eric Butorac     | Eric Butorac    | 4           | 3           |  |  |               | Denis Macukevič        | 4                      | 6             | 4             |   |   |              |                        |                        |              |              |  |
|  |                  |                  |                 |             |             |  |  | 6             | Marc Gicquel           | 6                      | 4             | 6             |   |   |              |                        |                        |              |              |  |
|  |                  |                  |                 |             |             |  |  |               |                        |                        |               |               |   |   |              |                        |                        |              |              |  |

### Sezione 2
|  | Primo turno           | Primo turno           | Primo turno           | Primo turno | Primo turno |  |  | Secondo turno | Secondo turno         | Secondo turno         | Secondo turno | Secondo turno |   |   | Ultimo turno | Ultimo turno      | Ultimo turno      | Ultimo turno | Ultimo turno |  |
|  |                       |                       |                       |             |             |  |  |               |                       |                       |               |               |   |   |              |                   |                   |              |              |  |
|  |                       |                       |                       |             |             |  |  |               |                       |                       |               |               |   |   |              |                   |                   |              |              |  |
|  |                       |                       |                       |             |             |  |  | 2             | Federico Delbonis     | Federico Delbonis     | 7             | 6             |   |   |              |                   |                   |              |              |  |
|  | Pierre-Hugues Herbert | Pierre-Hugues Herbert | Pierre-Hugues Herbert | 6           | 6           |  |  |               | Pierre-Hugues Herbert | Pierre-Hugues Herbert | 64            | 2             |   |   |              |                   |                   |              |              |  |
|  | Marius Zay            | Marius Zay            | Marius Zay            | 1           | 3           |  |  |               |                       |                       |               |               |   |   | 2            | Federico Delbonis | Federico Delbonis | 3            | 2            |  |
|  | Ross Hutchins         | Ross Hutchins         | Ross Hutchins         | 6           | 6           |  |  |               |                       | 5                     | Igor Sijsling | Igor Sijsling | 6 | 6 |              |                   |                   |              |              |  |
|  | Simon Cauvard         | Simon Cauvard         | Simon Cauvard         | 4           | 2           |  |  |               | Ross Hutchins         | Ross Hutchins         | 2             | 4             |   |   |              |                   |                   |              |              |  |
|  |                       |                       |                       |             |             |  |  | 5             | Igor Sijsling         | Igor Sijsling         | 6             | 6             |   |   |              |                   |                   |              |              |  |
|  |                       |                       |                       |             |             |  |  |               |                       |                       |               |               |   |   |              |                   |                   |              |              |  |

### Sezione 3
|  | Primo turno       | Primo turno       | Primo turno       | Primo turno | Primo turno |  |  | Secondo turno | Secondo turno     | Secondo turno     | Secondo turno     | Secondo turno     |   |   | Ultimo turno | Ultimo turno | Ultimo turno | Ultimo turno | Ultimo turno |  |
|  |                   |                   |                   |             |             |  |  |               |                   |                   |                   |                   |   |   |              |              |              |              |              |  |
|  |                   |                   |                   |             |             |  |  |               |                   |                   |                   |                   |   |   |              |              |              |              |              |  |
|  |                   |                   |                   |             |             |  |  | 3             | Miša Zverev       | 6                 | 6                 | 6                 |   |   |              |              |              |              |              |  |
|  | Michal Schmid     | Michal Schmid     | Michal Schmid     | 6           | 6           |  |  |               | Michal Schmid     | 2                 | 7                 | 1                 |   |   |              |              |              |              |              |  |
|  | Jordan Kerr       | Jordan Kerr       | Jordan Kerr       | 3           | 0           |  |  |               |                   |                   |                   |                   |   |   | 3            | Miša Zverev  | Miša Zverev  | 6            | 6            |  |
|  | Mathieu Rodrigues | Mathieu Rodrigues | Mathieu Rodrigues | 6           | 6           |  |  |               |                   |                   | Mathieu Rodrigues | Mathieu Rodrigues | 3 | 3 |              |              |              |              |              |  |
|  | Julien Mathieu    | Julien Mathieu    | Julien Mathieu    | 2           | 2           |  |  |               | Mathieu Rodrigues | Mathieu Rodrigues | 6                 | 6                 |   |   |              |              |              |              |              |  |
|  |                   |                   |                   |             |             |  |  | 7             | Joseph Sirianni   | Joseph Sirianni   | 1                 | 2                 |   |   |              |              |              |              |              |  |
|  |                   |                   |                   |             |             |  |  |               |                   |                   |                   |                   |   |   |              |              |              |              |              |  |

### Sezione 4
|  | Primo turno       | Primo turno       | Primo turno       | Primo turno | Primo turno |  |  | Secondo turno | Secondo turno   | Secondo turno   | Secondo turno   | Secondo turno |   |   | Ultimo turno | Ultimo turno  | Ultimo turno | Ultimo turno | Ultimo turno |  |
|  |                   |                   |                   |             |             |  |  |               |                 |                 |                 |               |   |   |              |               |              |              |              |  |
|  |                   |                   |                   |             |             |  |  |               |                 |                 |                 |               |   |   |              |               |              |              |              |  |
|  |                   |                   |                   |             |             |  |  | 4             | Nicolas Mahut   | Nicolas Mahut   | 6               | 6             |   |   |              |               |              |              |              |  |
|  | Clinton Thomson   | Clinton Thomson   | Clinton Thomson   | 6           | 7           |  |  |               | Clinton Thomson | Clinton Thomson | 1               | 4             |   |   |              |               |              |              |              |  |
|  | Colin Fleming     | Colin Fleming     | Colin Fleming     | 3           | 65          |  |  |               |                 |                 |                 |               |   |   | 4            | Nicolas Mahut | 3            | 6            | 3            |  |
|  | Scott Lipsky      | Scott Lipsky      | Scott Lipsky      | 6           | 6           |  |  |               |                 | 8               | Thomas Fabbiano | 6             | 3 | 6 |              |               |              |              |              |  |
|  | Jean-Julien Rojer | Jean-Julien Rojer | Jean-Julien Rojer | 3           | 4           |  |  |               | Scott Lipsky    | Scott Lipsky    | 1               | 2             |   |   |              |               |              |              |              |  |
|  | 8                 | Thomas Fabbiano   | Thomas Fabbiano   | 6           | 6           |  |  | 8             | Thomas Fabbiano | Thomas Fabbiano | 6               | 6             |   |   |              |               |              |              |              |  |
|  |                   | Holger Fischer    | Holger Fischer    | 4           | 4           |  |  |               |                 |                 |                 |               |   |   |              |               |              |              |              |  |